# Jesu, nun sei gepreiset, BWV 41

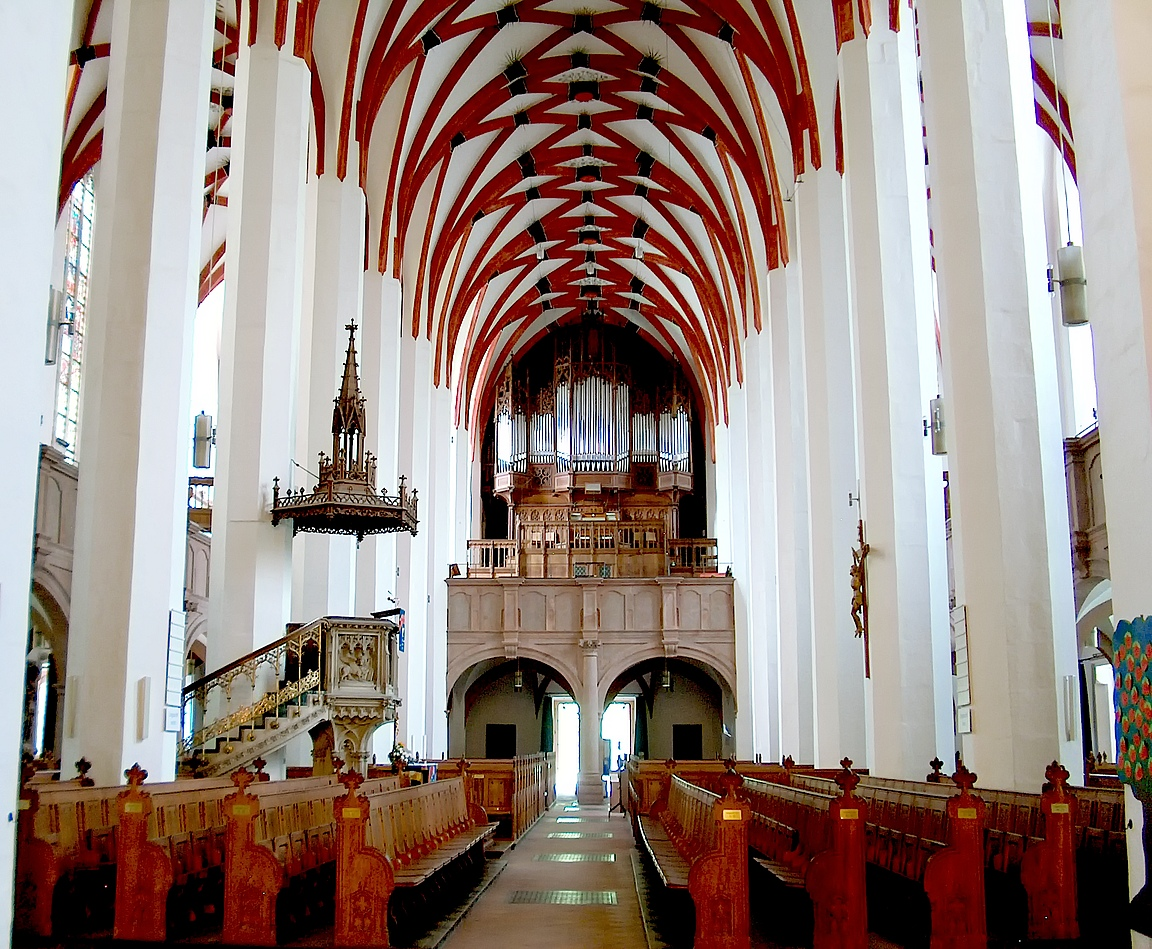
Thomaskirche, Leipzig.

Jesu, nun sei gepreiset, BWV 41 (Jesús, ahora seas glorificado) es una cantata de iglesia escrita por Johann Sebastian Bach en Leipzig para el día de Año Nuevo y estrenada el 1 de enero de 1725.

## Historia
Bach compuso esta obra durante su segundo año de estancia en Leipzig para el día de Año Nuevo, que celebraba también la fiesta del bautizo y circuncisión de Jesús. Ese mismo año, Bach escribió un ciclo de cantatas corales, que comenzaba el primer domingo después de la Trinidad de 1724. La cantata fue interpretada por primera vez el 1 de enero de 1725 y fue interpretada de nuevo al menos una vez entre 1732 y 1735.

## Análisis

### Texto
Las lecturas establecidas para ese día eran de la epístola a los gálatas, "por la fe que heredamos" (Gálatas 3:23-29), y del evangelio según San Lucas la circuncisión y bautizo de Jesús (Lucas 2:21).
La cantata se basa en el himno para el día de Año Nuevo en tres estrofas escrito en 1591 por Johannes Hermann, que era también Thomaskantor. La melodía es de Melchior Vulpius, quien la publicó por primera vez en su Ein schön geistlich Gesangbuch, editada en Jena en 1609. En primer lugar, el himno llama a Jesús por su nombre, lo cual encaja con la celebración de su bautismo. Por otra parte, se preocupa más por el inicio del Año Nuevo. Era popular en Leipzig y fue utilizado en otras dos cantatas de Bach para la celebración de esta misma ocasión, Singet dem Herrn ein neues Lied, BWV 190 y Gott, wie dein Name, so ist auch dein Ruhm, BWV 171. Un poeta desconocido mantuvo la primera y última estrofas como movimientos 1 y 6, y parafraseó la segunda estrofa en una secuencia alternativa de arias y recitativos, ampliando los catorce versos con ideas adicionales, que no hacían referencia específicamente al evangelio.

### Instrumentación
La obra está escrita para cuatro solistas vocales (soprano, alto, tenor y bajo) y un coro a cuatro voces; tres trompetas, timbales, tres oboes, dos violines, viola, violonchelo piccolo da spalla y bajo continuo.

### Estructura
Consta de seis movimientos.
1. Coro: Jesu, nun sei gepreiset
2. Aria (soprano): Laß uns, o höchster Gott
3. Recitativo (alto): Ach! deine Hand, dein Segen muss allein
4. Aria (tenor): Woferne du den edlen Frieden
5. Recitativo (bajo, coro): Doch weil der Feind bei Tag und Nacht
6. Coral: Dein ist allein die Ehre

En el coro de apertura, una fantasía coral, Bach se enfrentó al problema de estructurar la inusualmente larga estrofa de catorce versos y una repetición adicional de los dos primeros versos, como parece que era la costumbre en Leipzig. El concierto de la orquesta está dominado por un motivo de fanfarria sincopado en las trompetas. En los primeros cuatro versos, repetidos en los cuatro siguientes y en los dos finales, la soprano canta el cantus firmus con las voces más graves en polifonía libre. Los versos 9 y 10, hablan de "in guter Stille" (en dulce tranquilidad) aparecen marcados con la indicación adagio; el coro canta homofónicamente en ritmo ternario, acompañado por la orquesta sin las trompetas. Los versos 11 y 12, repetidos en el 13 y 14, son un presto fugato en el que los instrumentos tocan colla parte para expresar "Wir wollen uns dir ergeben" (Queremos entregarnos a ti), una "nueva dedicación entusiasta a los valores espirituales". El sujeto de la fuga deriva de la primera frase de la melodía del coral. Los versos 15 y 16 son una repetición de los versos 1 y 2, que dicen "behüt Leib, Seel und Leben" (Vela nuestros cuerpos, almas y vida).
En contraste, ambas arias han sido descritas como música de cámara. La primera aria es cantada por la soprano, acompañada por tres oboes en compás de 6/8 pastoral. Un breve recitativo secco conduce al aria para tenor, que está dominada por un violonchelo piccolo obbligato en movimiento expansivo. El último recitativo para bajo contiene un verso de "Deutsche Litanei" (Letanía alemana) de Martin Lutero. A partir de este verso Bach hizo un arreglo a cuatro voces para coro, marcado como allegro, como si la congregación se uniera a la oración de una sola persona. El coral de cierre se corresponde con el primer movimiento. Los versos están separados en varias ocasiones por su motivo de trompeta; las trompetas permanecen en silencio durante los versos 9 al 14; los versos 11 al 14 están en compás de 3/4; la fanfarria final recuerda el inicio. John Eliot Gardiner señala que Bach logra sugerir la idea de ciclo anual, finalizando tanto el primer movimiento como el final de la cantata del mismo modo que comenzó la obra, con lo cual cierra el círculo.

## Discografía selecta
De esta pieza se han realizado una serie de grabaciones entre las que destacan las siguientes.
- 1950 – Bach Made in Germany Vol. 1: Cantatas II. Günther Ramin, Thomanerchor, Gewandhausorchester, solistas del Thomanerchor, Gert Lutze, Johannes Oettel (Leipzig Classics)
- 1954 – Bach Aria Group: Cantatas & Cantata Movements. Robert Shaw, Bach Aria Group Robert Shaw Chorale & Orchestra, Eileen Farrell, Carol Smith, Jan Peerce, Norman Farrow (RCA)
- 1973 – Die Bach Kantate Vol. 19. Helmuth Rilling, Gächinger Kantorei, Bach-Collegium Stuttgart, Helen Donath, Marga Höffgen, Adalbert Kraus, Siegmund Nimsgern (Hänssler)
- 1974 – J.S. Bach: Das Kantatenwerk Vol. 3. Nikolaus Harnoncourt, Wiener Sängerknaben, Chorus Viennensis, Concentus Musicus Wien, solista del Wiener Sängerknaben, Paul Esswood, Kurt Equiluz, Ruud van der Meer (Teldec)
- 1995 – J.S. Bach: Cantatas 27, 34 & 41. Gustav Leonhardt, Tölzer Knabenchor, Baroque Orchestra, solista del Tölzer Knabenchor, Markus Schäfer, Harry van der Kamp (Sony)
- 1995 – J.S. Bach: Cantatas with Violoncelle Piccolo Vol. 3. Christophe Coin, Chœur de Chambre Accentus, Ensemble Baroque de Limoges, Barbara Schlick, Andreas Scholl, Christoph Prégardien, Gotthold Schwarz (Astrée Auvidis)
- 1999 – J.S. Bach: Complete Cantatas Vol. 11. Ton Koopman, Amsterdam Baroque Orchestra & Choir, Sibylla Rubens, Annette Markert, Christoph Prégardien, Klaus Mertens (Antoine Marchand)
- 2000 – Bach Cantatas Vol. 17. John Eliot Gardiner, Monteverdi Choir, English Baroque Soloists, Ruth Holton, Lucy Ballard, Charles Humphries, James Gilchrist, Peter Harvey (Soli Deo Gloria)
- 2000 – Bach Edition Vol. 21: Cantatas Vol. 12. Pieter Jan Leusink, Holland Boys Choir, Netherlands Bach Collegium, Ruth Holton, Sytse Buwalda, Knut Schoch, Bas Ramselaar (Brilliant Classics)
- 2005 – J.S. Bach: Cantatas Vol. 33. Masaaki Suzuki, Bach Collegium Japan, Yukari Nonoshita, Robin Blaze, Jan Kobow, Dominik Wörner (BIS)